# Fitofago

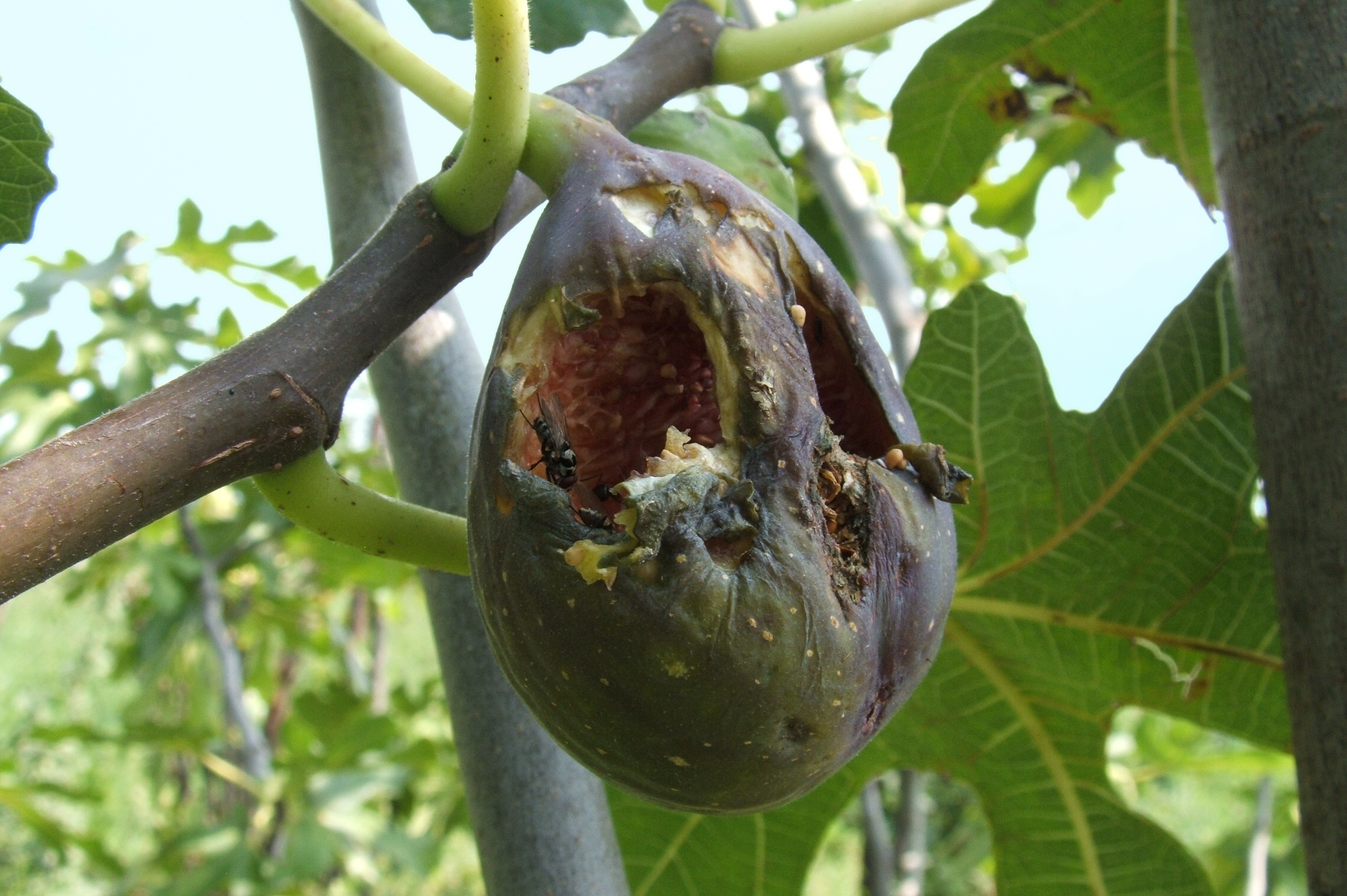
Una mosca si nutre di un fico

Il termine fitofago fa genericamente riferimento ad un organismo che ha un rapporto trofico unilaterale a spese dei vegetali, ai quali arreca un danno più o meno grave. In genere il termine è usato in entomologia e in parassitologia per indicare organismi animali appartenenti al phylum degli artropodi. Il termine fitofago è preferibile a quello di parassita, perché oltre a quest'ultimo comprende anche gli organismi dotati di vita autonoma. 

## Descrizione
Il fitofago si nutre prelevando il contenuto di singole cellule o erodendo porzioni di tessuto o sottraendo liquidi interni. A rigore fra i fitofagi non dovrebbero essere compresi gli organismi che si nutrono di sostanze emesse dai vegetali, quali ad esempio gli insetti pronubi, o di materiali di origine vegetale, quali ad esempio i detritivori o gli insetti dannosi alle derrate alimentari ottenute per trasformazione dei prodotti vegetali.
Nell'ambito dei fitofagi si distinguono dei sottoinsiemi in relazione al tipo di dipendenza o all'abitudine alimentare:
- Parassiti: sono organismi che hanno un rapporto di stretta dipendenza nei confronti del vegetale ospite. Un parassita può essere considerato tale se deve appoggiarsi alle strutture della pianta ospite, si nutre a spese di una sola pianta ospite, non ne provocano direttamente la morte. Sono tali, ad esempio, i nematodi, le larve dei ditteri cecidomidi e quelle degli imenotteri cinipedi.
- Endofiti: sono organismi che vivono all'interno della pianta ospite. Sono tali, ad esempio, le larve minatrici delle foglie, del legno, dei frutti.
- Polifagi: si nutrono a spese di un numero indefinito di specie vegetali. Sono tali, ad esempio, le cavallette e la mosca della frutta.
- Oligofagi: si nutrono a spese di poche specie vegetali, che non necessariamente sono affini dal punto di vista filogenetico. Sono tali ad esempio la cocciniglia mezzo grano di pepe, che attacca in genere l'olivo, gli agrumi e l'oleandro e la piralide del mais che attacca il mais e il peperone.
- Monofagi: si nutrono a spese di una sola specie vegetale e l'eventuale presenza su altre specie, generalmente affini dal punto di vista filogenetico, va considerata come un evento eccezionale. Sono tali ad esempio la mosca dell'olivo, la fillossera della vite e la tignoletta della vite.
- Xilofagi: si nutrono a spese del legno. Sono tali ad esempio i coleotteri cerambicidi e scoliditi e le larve dei lepidotteri cossidi e sesidi.
- Fillofagi: si nutrono a spese delle foglie o degli apici dei germogli. Sono tali ad esempio le larve della prima generazione della tignola dell'olivo, i lepidotteri fillominatori, il bombice dispari.
- Antofagi: si nutrono a spese dei fiori. Sono tali ad esempio le larve della seconda generazione della tignola dell'olivo, il verme della zagara, la cetonia.
- Carpofagi: si nutrono a spese dei frutti. Sono tali ad esempio le larve della terza generazione della tignola dell'olivo, mosca della frutta e la carpocapsa del melo.
- Fitomizi: si nutrono della linfa delle piante usando un apparato pungente succhiante,come in alcuni ordini di insetti, fra cui gli Emitteri (Hemiptera)